# خورخي دا سيلفا
خورخي أوروسمان داسيلفا إيكفريتو (بالإسبانية: Jorge Orosmán da Silva Echeverrito) لاعب سابق ومدرب كرة قدم أوروغواني ، ولد في 	11 ديسمبر 1961 بمدينة مونتيفيديو عاصمة أوروغواي .
بدأ خورخى دا سيلفا حياته في عالم كرة القدم كلاعب مهاجم وكان لاعب دولى في منتخب الأوروغواي وشارك مع منتخب بلاده كلاعب في كاس العالم 1986 ، لعب لعدة اندية في الأوروغواي والارجنتين كما احترف في نادى بلد الوليد الاسبانى. وبدء مسيرة التدريب عام 2007م .

## انجازاته كمدرب
- عام 2007 م درب نادي ديفينسور سبورتينغ الأورغوياني وفاز معه ببطولة التورنو ابتشورا في نفس السنة .
- عام 2008 م فاز مع نفس النادي ببطولة الدوري المحلي .
- عام 2009 م فاز مع نفس النادي أيضاً ببطولة التورنو كلسورا .
- عام 2009 م إنتقل إلي المملكة العربية السعودية تحديداً لنادي النصر وحقق معه المركز الثالث في الدوري السعودي .
- عام 2010 م إنتقل إلي الأرجنتين وتحديداً نادي غودوي كروز كمدرب بديل للأرجنتيني اومر اساد ولم يحقق أي بطولة مع الفريق حتي 2011م .
- عام 2011م غادر إلي بانفيلد الأرجنتيني ولم يحقق أي بطولة .
- عام 2012 م وقع لبنيارول وحقق الدوري مع الفريق .
- عام 2013 م وقع لنادي بني ياس ولم يحقق أي شيء يذكر .
- عام 2014 م نادي النصر وحقق معه بطولة دوري المحترفين السعودي 2014-15 .

## روابط خارجية
- خورخي دا سيلفا على موقع الاتحاد الدولي (مؤرشف)  (الإنجليزية)
- خورخي دا سيلفا على موقع قاعدة بيانات كرة القدم.إي يو (الإنجليزية)
- خورخي دا سيلفا على موقع ناشيونال فوتبول تيمز (الإنجليزية)
- خورخي دا سيلفا على موقع Soccerway.com (الإنجليزية)
- خورخي دا سيلفا على موقع عالم كرة القدم.نت (الإنجليزية)
- خورخي دا سيلفا على موقع كووورة